# تفجير المقدادية 23 نيسان 2009
تفجير المقدادية وهو هجوم انتحاري في مدينة المقدادية بالقرب من ديالى في العراق يوم 23 نيسان 2009 وادى إلى استشهاد 48 شخص بينهم زوار إيرانيين 

## الهجوم
تمام الساعة 12:45 بتوقيت بغداد كان مجموعة من الزوار الإيرانيين الشيعة قد توقفوا لتناول الغداء والصلاة في مطعم خانقين الجديد في المقدادية حدث انفجار قوي في المطعم ادى إلى مقتل مالا يقل عن 48 شخص و جرح 63 اخرين و الحاق اضرار جسيمة بالمطعم 